# هندوستان للبترول
شركة هندوستان للبترول المحدودة ( HPCL ) هي شركة هندية للنفط والغاز الطبيعي ومقرها في مومباي ، ماهاراشترا . لديها حوالي 25 ٪ من حصة السوق في الهند بين شركات القطاع العام وبنية تحتية قوية للتسويق. تمتلك شركة مؤسسة النفط الهندي أيضًا، وهي الشركة الثانية التي تروج للشركة (المروج الأول هو رئيس الهند) ، 51.11٪ من أسهم HPCL ويتم توزيع الآخرين بين المعاهد المالية والمستثمرين من القطاع العام والمستثمرين الآخرين.    احتلت الشركة المرتبة 367 في قائمة Fortune Global 500 لأكبر الشركات في العالم اعتبارًا من عام 2016. تمت إزالة HPCL من نيفتي 50 اندكس في مارس 2019  مؤخرًا في 24 أكتوبر 2019 على حالة مهاراتنا.

## التاريخ

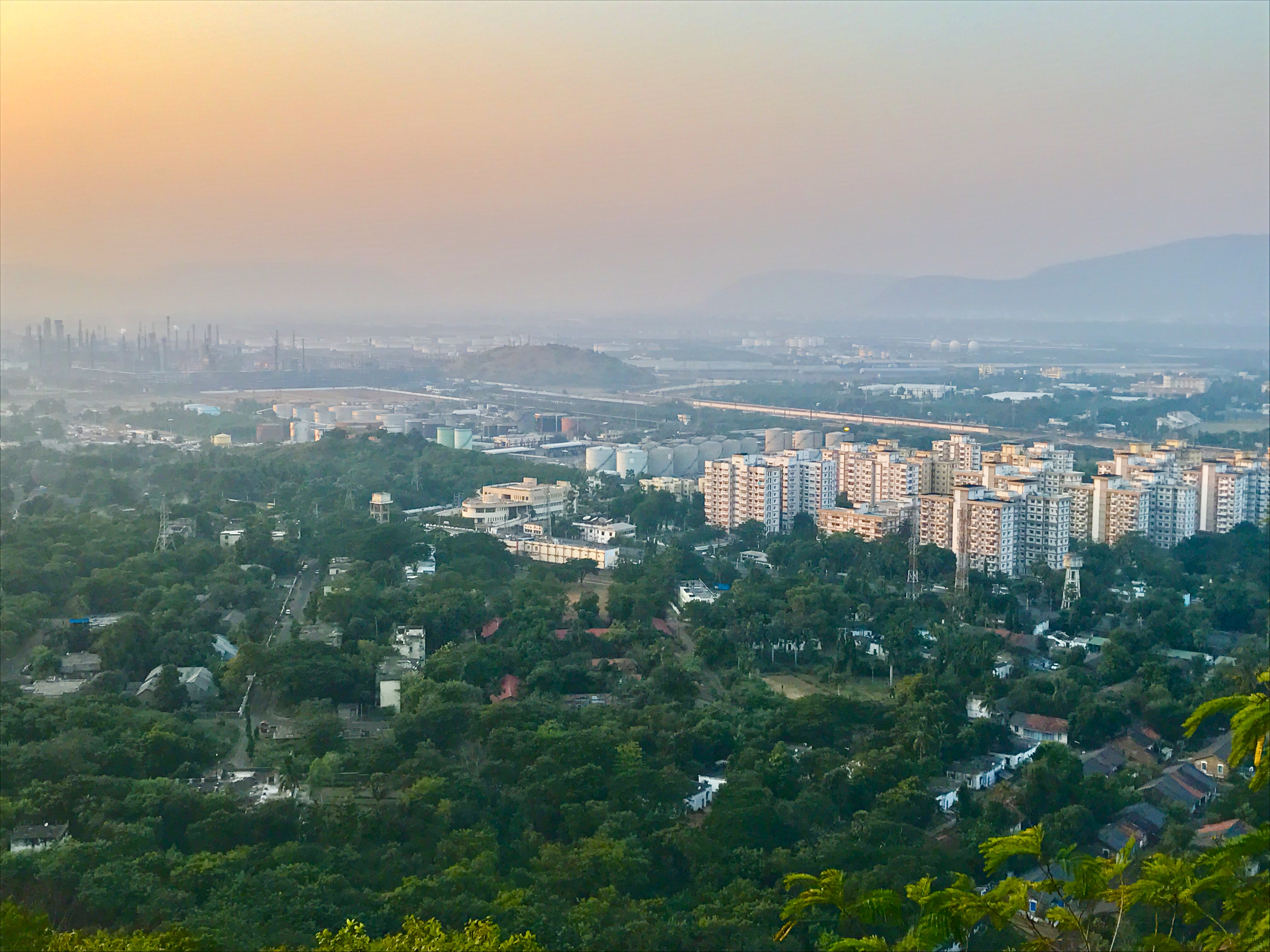
إطلالة HPCL من Yarada هيل ، فيشاخاباتنام

تأسست HPCL في عام 1974 بعد الاستحواذ والاندماج في وقت سابق اسو ستاندرد ولوب الهند المحدودة بموجب قانون اسو (اقتناء التعهدات في الهند) لعام 1974 . كالتكس (الهند) لتكرير النفط المحدودة استولت عليها حكومة الهند في عام 1976 ودمجت مع HPCL في عام 1978 بموجب أمر دمج CORIL-HPCL ، 1978 . تم دمج شركة كوسنان للغاز مع HPCL في عام 1979 بموجب قانون الحصول على شركة كوسان جاز لعام 1979 .
في عام 2003 ، في أعقاب التماس قدمه مركز التقاضي بشأن المصلحة العامة، منعت المحكمة العليا في الهند الحكومة المركزية من خصخصة هندوستان بتروليوم وبهارات بتروليوم دون موافقة البرلمان. كمستشار لـ CPIL ، قال راجيندر ساشار وبراشانت بوشان أن الطريقة الوحيدة لإلغاء الاستثمار في الشركات هي إلغاء أو تعديل القوانين التي تم تأميمها في السبعينيات. نتيجة لذلك، ستحتاج الحكومة إلى أغلبية في كلا المجلسين لدفع أي عملية خصخصة. 
وقد HPCL ينمو باطراد على مر السنين. زادت طاقة التكرير من 5.5 مليون طن متري (MMT) في 1984/85 إلى 14.80 مليون طن متري اعتبارا من مارس 2013. على الجبهة المالية، ارتفع صافي الدخل من المبيعات / العمليات من  2687 كرور في 1984-1985 إلى  2,06,529 روبية في السنة المالية 2012-2013. خلال العام المالي 2013-14، وبلغ صافي أرباحها  1740 كرور.

## عمليات الاندماج والاستحواذ
في 19 يوليو 2017 ، أعلنت حكومة الهند عن استحواذها على شركة هندوستان للبترول من قبل شركة النفط والغاز الطبيعي .  في 1 نوفمبر 2017 ، وافق مجلس الوزراء على ONGC للحصول على أغلبية حصة 51.11 ٪ في HPCL (شركة هندوستان للبترول المحدودة). في 30 كانون الثاني (يناير) 2018 ، استحوذت شركة النفط والغاز الطبيعي على 51.11٪ من شركة هندوستان للبترول، لتصبح بذلك الشركة المروجة للشركة.  على الرغم من أن شركة ONGC تمتلك 51.1٪ في الشركة، إلا أن HPCL تنفي تحديدها كمروج. السبب المعطى لذلك هو أن غالبية أعضاء مجلس الإدارة هم من حكومة الهند وليس من ONGC.

## عمليات

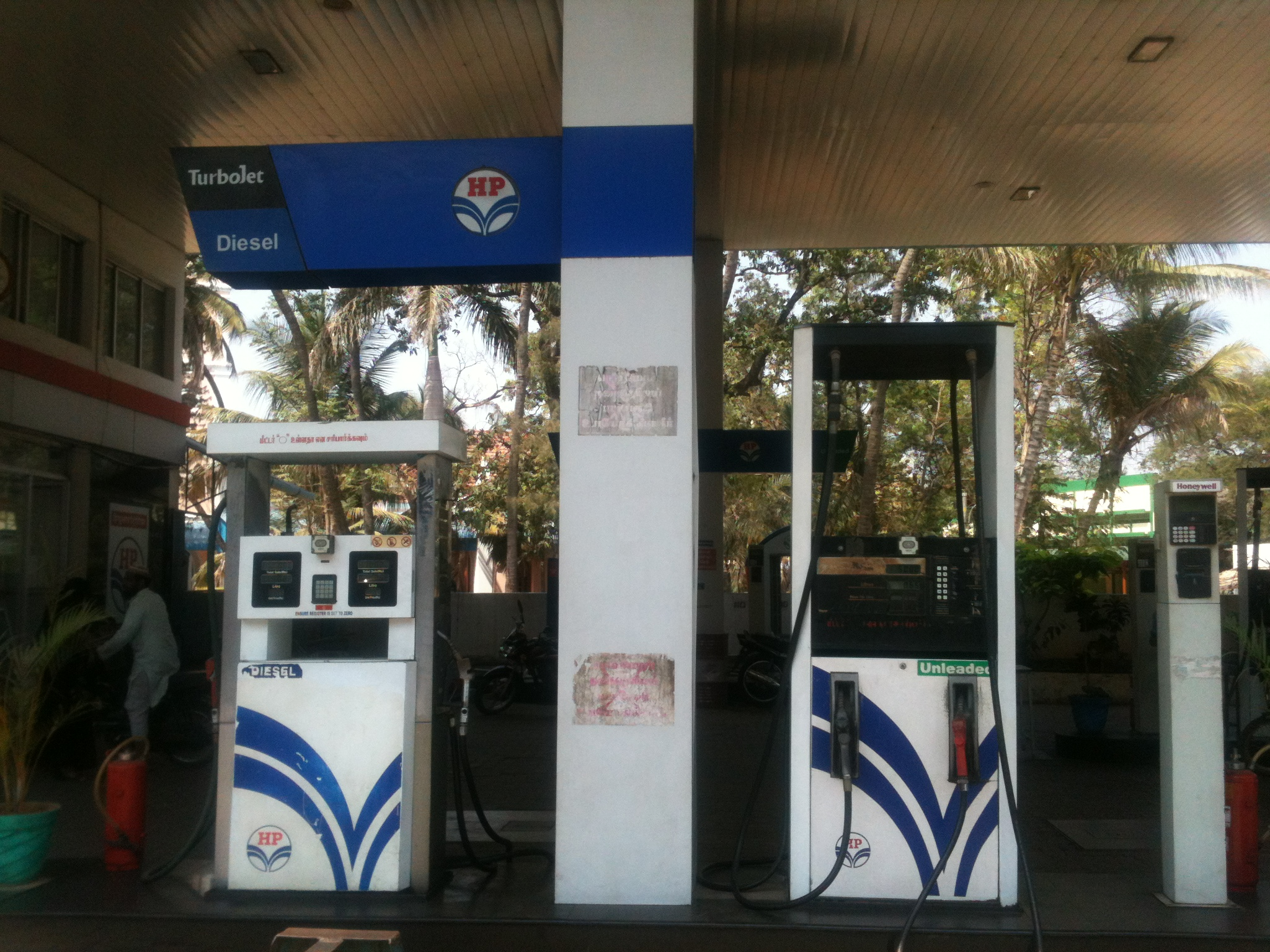
مضخة الوقود هندوستان البترولية بالقرب من قاعة المدينة ، كويمباتور

تدير HPCL مصفين رئيسيين  لإنتاج مجموعة واسعة من أنواع الوقود والتخصصات، واحدة في مومباي (الساحل الغربي) تبلغ طاقتها 7.5 مليون طن متري سنويًا والآخر في فيساخاباتنام (الساحل الشرقي) بطاقة 8.3 MMTPA.  تمتلك HPCL حصة تبلغ 16.95 ٪ في مصفاة مانجالور وبتروكيماويات المحدودة (MRPL) ، مصفاة حديثة في مانجالور بسعة 9 MMTPA. مصفاة أخرى من 9 MMTPA (تم إنشاؤها في باثيندا ، البنجاب من قبل HMEL ،  مشروع مشترك مع Mittal Energy Investments Pte. المحدودة). وقعت HPCL مذكرة تفاهم مع حكومة ولاية راجاستان لإقامة مصفاة بالقرب من بارمر . وسيتم تشغيله تحت شركة مشتركة (JVC) تسمى HPCL-Rajasthan Refinery Limited. 
تمتلك HPCL أيضًا وتدير أكبر مصفاة لزيوت التشحيم في الهند تنتج زيوت التشحيم الأساسية وفقًا للمعايير الدولية، بطاقة 335 TMT. تمثل هذه المصفاة أكثر من 40 ٪ من إجمالي إنتاج زيوت التشحيم الأساسية في الهند. تنتج HPCL حاليًا أكثر من 300 درجة من الزيوت والتخصصات والشحوم.
شبكة التسويق من هندوستان بتروليوم تتكون من 21 مكاتب المناطق في المدن الكبرى و 128 المكاتب الإقليمية  بتسهيل من بنية تحتية التوريد والتوزيع تضم محطات ومرافق خدمات الطيران، غاز البترول المسال (LPG) محطات تعبئة ومحطات التشحيم ملء، والتتابع الداخلية مستودعات ومنافذ البيع بالتجزئة (مضخات البنزين) وشركات توزيع الغاز المسال والتشحيم.
تمتلك HPCL بنية تحتية حديثة لتكنولوجيا المعلومات لدعم أعمالها الأساسية. مركز البيانات في مدينة هايتك في حيدر أباد.

## منتجات

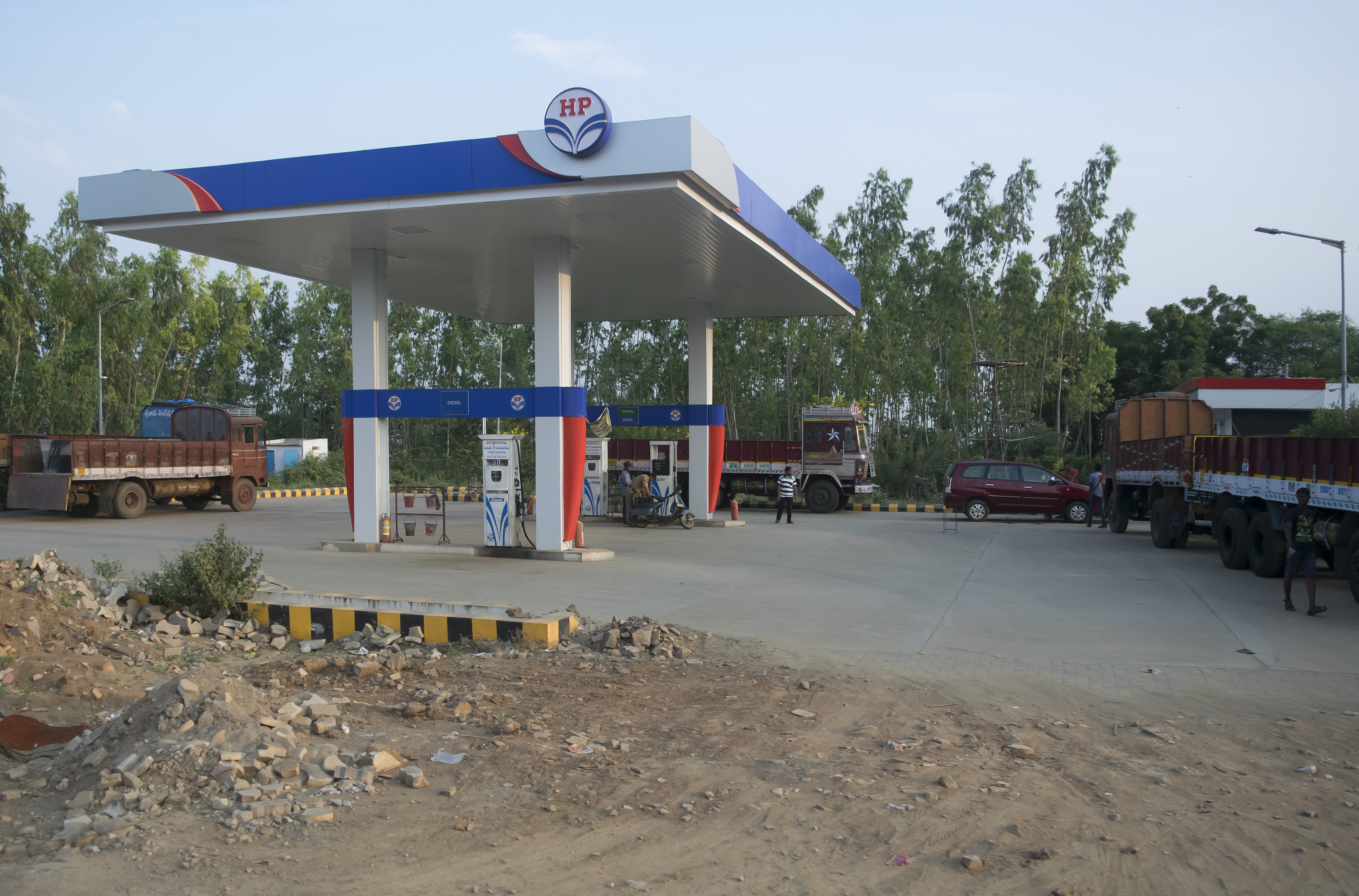
مضخة بنزين HP في الخمام

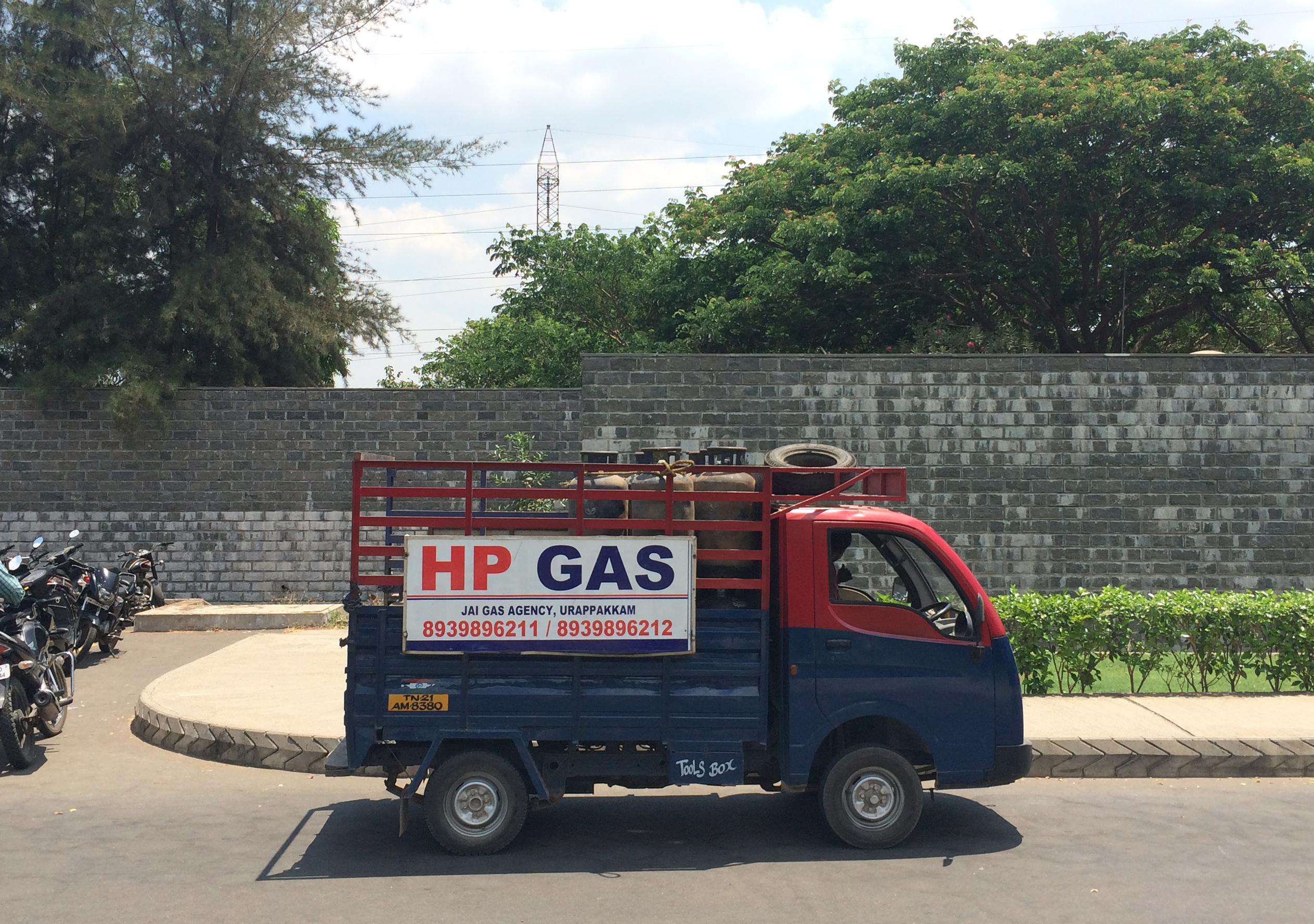
عربة توصيل غاز الطهي HP

- يُعرف البترول بالروح الحركية في صناعة النفط. تقوم HPCL بتسويق المنتج من خلال مضخات البيع بالتجزئة في جميع أنحاء الهند. المستهلكين الأساسيين هم أصحاب المركبات الشخصية.
- يُعرف الديزل باسم الديزل عالي السرعة في صناعة النفط. تقوم HPCL بتسويق المنتجات من خلال مضخات البيع بالتجزئة وكذلك المحطات والمستودعات. المستهلكون هم أصحاب السيارات العادية ووكالات النقل والصناعات، إلخ.
- زيوت التشحيم : HPCL هي الشركة الرائدة في السوق في زيوت التشحيم والمنتجات المرتبطة بها. يستحوذ على أكثر من 30 ٪ من حصة السوق في هذا القطاع. العلامات التجارية الأكثر شهرة في lubes HP هي Laal Ghoda و HP Milcy و [13] Thanda Raja و Koolgard و Racer4. [14]
- غاز البترول المسال : العلامة التجارية HPCL من غاز البترول المسال هي علامة تجارية مشهورة في جميع أنحاء الهند للاستخدامات المنزلية والصناعية.
- الوقود التوربيني للطيران : [15] مع وجود مرافق الخدمات الجوية الرئيسية في جميع المطارات الرئيسية في الهند، تعد HPCL لاعبا رئيسيا في هذا القطاع لتزويد ATF لشركات الطيران الرئيسية. لديها إنجاز من نوع ما لتزويد الولايات المتحدة بالوقود.
- المستحلبات

## المصافي

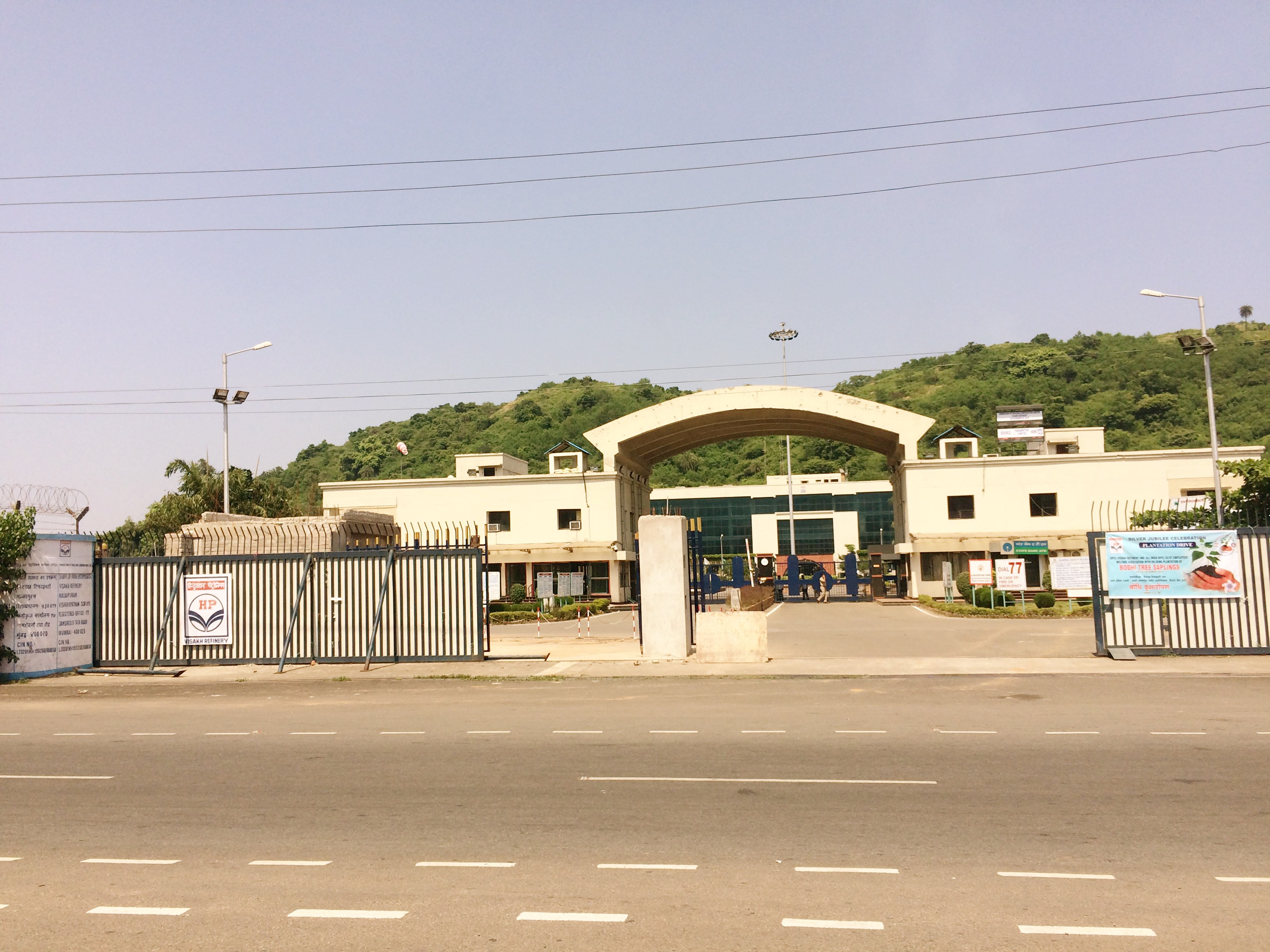
HP مصفاة نفط في فيساخاباتنام

HPCL لديها عدد من المصافي في الهند. بعضها مدرج أدناه
- مومباي مصفاة: 7.5 مليون طن متري طن (MMT) القدرة
- فيشاخاباتنام مصفاة: 8.3 MMT في فيشاخاباتنام
- مانجالور مصفاة: 9.69 MMT في Mangalore, Karnataka (HPCL لديه 16.65% حصة).
- Guru Gobind Singh مصفاة: 9 MMT في Bathinda ، البنجاب (HPCL و ميتال الطاقة لكل حصة 49٪).
- بارمر مصفاة: ومن المقرر في 9 MMT القدرات. وهو مشروع مشترك. HPCL 74%, راجستان الحكومة 24%.[11]

## التصنيف الدولي
- HPCL هي شركة فورتشن غلوبال 500 وفقًا لتصنيف عام 2013 وحصلت على المركز 259. تم تصنيف HPCL في المرتبة 367 حسب أحدث تصنيف لعام 2016.
- تم إدراج HPCL في قائمة Forbes Global 2000 لعام 2013 في المركز 1217.
- كانت العلامة التجارية العاشرة الأكثر قيمة في الهند وفقًا لاستطلاع سنوي أجرته Brand Finance و The Economic Times في عام 2010. [16]

## المرافق الرئيسية
- مصفاة مومباي: الوقود والشحوم
- مصفاة فيزاج: الوقود
- مانجالور: MRPL [17]
- بهاتندا: HMEL [18]

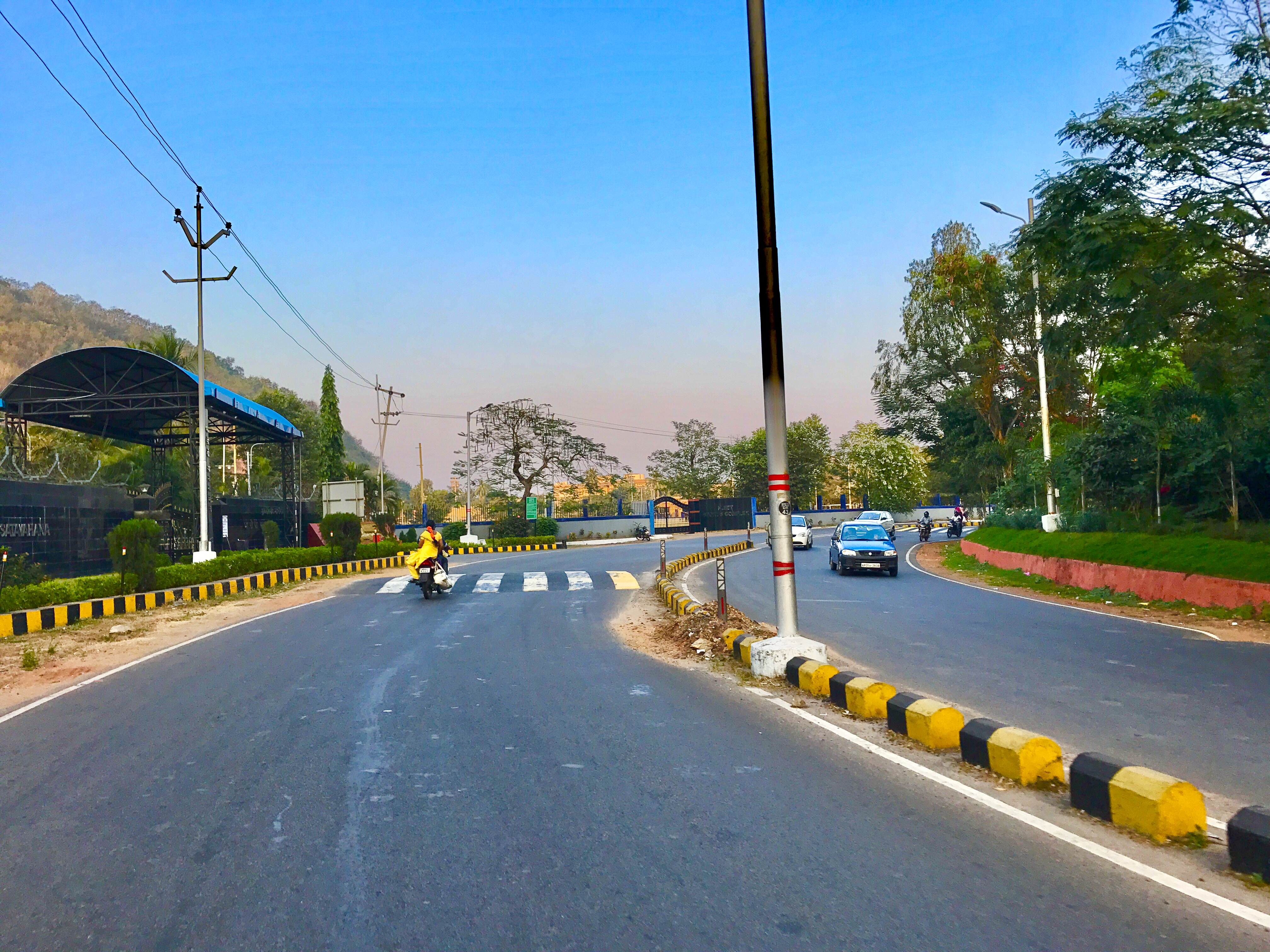
طريق سكانديا بالقرب من HPCL

- Silvassa Lube: مصنع على أحدث طراز للشحوم والتخصصات. (واحدة من المنشآت الأكثر تقدما مؤتمتة بالكامل في آسيا. )
- منشأة لوب والشحوم مبدعين: Mazagaon ، مومباي.
- كهف تخزين غاز البترول المسال: أحد أكبر مرافق تخزين غاز البترول المسال في آسيا في Vizag — SALPG [19]
- خطوط الأنابيب: MPSPL ، MDPL ، VVSPL ، MHMSPL ، RKPL ، ASPL ، RBPL
- العديد من المحطات والمستودعات.
- العديد من مصانع تعبئة غاز البترول المسال.
- مركز HPCL الأخضر للبحث والتطوير، بنغالورو

## المشاريع الجارية الكبرى
- خط أنابيب غاز البترول المسال Uran - Chakan
- فيجاياوادا - خط أنابيب دارمابوري (VDPL)
- Palanpur Vadodara Pipeline (PVPL)
- مشروع تحديث مصفاة فيساخ
- مصفاة بارمر راجستان
- مشروع توسيع مصفاة مومباي

## الشركات التابعة

### شركة بريز البترول المحدودة
شركة بريز للبترول المحدودة (بريز) هي شركة تابعة مملوكة بالكامل لشركة هندوستان بتروليوم ليمتد (HPCL). تركز الجائزة على تقييم وتطوير تراكمات الهيدروكربون في المشروعات البرية والبحرية من خلال إجراء عمليات استكشاف وتطوير وإنتاج النفط وغيرها من الأنشطة وفقًا لمهمتها. المشاريع التشغيلية للجائزة هي حقول النفط Hirapur Marginal في حوض Cambay بالقرب من Gandhinagar (Gujarat) بموجب عقد خدمة مع ONGC ؛ وعقد تقاسم الإنتاج قبل NELP (PSC) لحقل Sanganpur (Mehsana) مع M / s Hydrocarbon Development Company (P) Ltd (HDCPL) كمشغل. وقعت Prize مؤخرًا اتفاقية بيع وشراء لشراء حصة أقلية غير عاملة في اثنين من أصول الغاز في جنوب أستراليا.
- الوقود الحيوي HPCL المحدودة.
- CREDA-HPCL الوقود الحيوي المحدود.
- HPCL راجستان مصفاة المحدودة.
- تقوم HPCL أيضًا بتسهيل بطاقات HP Drive Track Plus لشراء منتجاتها وتوفير الأموال المستردة وفقًا لعروض govt.cash back
- HPCL أيضا في HP Gas للغاز المنزلي والصناعي الذي له حصة سوقية كبيرة في الهند

## روابط خارجية
لم يتم العثور على روابط لمواقع التواصل الاجتماعي.